# مايك كون
مايك كون (بالإنجليزية: Mike Kohn)‏ هو متزلج جماعي أمريكي، ولد في 26 مايو 1972 في كولومبيا في الولايات المتحدة.

## وصلات خارجية
- مايك كون على موقع IBSF (الإنجليزية)
- مايك كون على موقع اللجنة الأولمبية الدولية (الإنجليزية)
- مايك كون على موقع أوليمبيديا (الإنجليزية)
- مايك كون على موقع اللجنة الأولمبية والبارالمبية الأمريكية (الإنجليزية)